# Los Lagos (miasto)

Położenie gminy Los Lagos w regionie Los Ríos

Los Lagos – miasto i gmina w Chile, w prowincji Valdivia i regionie Los Ríos. Według spisu ludności z 2017 roku gminę zamieszkiwało 19 634 osób, w tym 9798 osób na terytorium miasta.